# Anartioschiza squamosetosa
Anartioschiza squamosetosa är en skalbaggsart som beskrevs av Moser 1913. Anartioschiza squamosetosa ingår i släktet Anartioschiza och familjen Melolonthidae. Inga underarter finns listade i Catalogue of Life.